# Ben Mottelson
Benjamin (Ben) Roy Mottelson (Chicago, 9 juli 1926 – Kopenhagen, 13 mei 2022) was een Amerikaans, sinds 1973 Deens natuurkundige die in 1975 samen met Aage Bohr en James Rainwater de Nobelprijs voor Natuurkunde won voor de ontdekking van het verband tussen collectieve beweging en deeltjesbeweging in atoomkernen, en de ontwikkeling van de theorie van de structuur van de atoomkern gebaseerd op dit verband.

## Biografie
Mottelson werd geboren in Chicago als tweede van de drie kinderen van Goodman Mottelson en Georgia Blum. In 1947 ontving hij zijn bachelorgraad aan de Purdue-universiteit en promoveerde vervolgens in de kernfysica onder Julian Schwinger aan de Harvard-universiteit in 1950. Met een studiebeurs (stipendium) kon hij naar Europa, naar het Instituut voor Theoretische Fysica (huidige Niels Bohr-instituut). Daarna bleef hij in Denemarken, in 1973 werd hij zelfs Deens staatsburger. In 1957 werd hij benoemd tot hoogleraar bij pas-opgerichte Noords Instituut voor Theoretische Atoomfysica (Nordita) in Kopenhagen.
Mottelson overleed op 95-jarige leeftijd.

## Werk
Samen met zijn mede-Nobelprijswinnaars Bohr en Rainwater bracht Mottelson omstreeks 1953 nieuw theoretisch inzicht in de structuur van de atoomkern. In die tijd bestonden er twee modellen van de atoomkern, namelijk het 'schillenmodel' van Maria Goeppert-Mayer en Eugene Wigner (waarbij de kerndeeltjes banen beschrijven) en het 'druppelmodel' van Niels Bohr en Carl Friedrich von Weizsäcker (waarbij de kern met de wetten van de vloeistofmechanica wordt beschreven). Beide modellen werd door Bohr en Mottelson verenigd in het 'collectieve model'. Dit werd mogelijk gemaakt door Rainwaters hypothese van de 'gedeformeerde kern' waarbij de atoomkern niet bolvormig is. Hierop ontdekten Bohr en Mottelson in een reeks studies dat bewegende subatomaire deeltjes verantwoordelijk zijn voor de veranderde vorm van de atoomkern.